# Never Mind the Bollocks, Here's the Sex Pistols
Never Mind the Bollocks, Here's the Sex Pistols is het debuutalbum en het enige studioalbum van Sex Pistols dat door Virgin Records op 28 oktober 1977 werd uitgegeven in het Verenigd Koninkrijk en op 11 november 1977 in de Verenigde Staten werd uitgegeven door Warner Bros Records. Het album was in zijn tijd zowel zeer succesvol als zeer controversieel, en wordt in retrospectief gezien als een van de meest klassieke en invloedrijke punkalbums. Het is het enige studioalbum dat de groep ooit heeft opgenomen.

## Opname en uitgave
De formatie van de band veranderde tijdens de opname van het album. Glen Matlock, de oorspronkelijke basgitarist, verliet de band vroeg in het opnameproces en is alleen te horen op het nummer "Anarchy in the U.K.". De opnamesessies gingen verder met een nieuwe basgitarist, Sid Vicious. Hoewel Vicious op twee nummers te horen is, bleek hij nog niet vaardig genoeg te zijn met de bas en nam gitarist Steve Jones de andere baspartijen voor zijn rekening. Alleen drummer Paul Cook en zanger Johnny Rotten zijn op elk nummer van het album te horen. De verschillende opnamesessies werden afwisselend geleid door muziekproducenten Chris Thomas en Bill Price.
Hoewel EMI, het eerdere platenlabel van Sex Pistols, de band had laten vallen, organiseerde manager Malcolm McLaren de opnamesessies met in het achterhoofd het idee dat de groep een nieuwe deal kon krijgen met A&M Records. Dit platenlabel verbrak echter binnen een week al het contract, en de band moest weer op zoek naar een nieuw label. Ze afgewezen door CBS Records, Decca Records, Pye Records en Polydor, waardoor alleen nog het aanbod van Virgin Records overbleef. Op 18 mei tekende de band bij dit label en ruim een week later werd de single "God Save the Queen" uitgebracht. 28 oktober dat jaar werd het album uitgegeven. Het verscheen gelijk op de eerste plek van de UK Albums Chart.

## Versies
Van Never Mind the Bollocks, Here's the Sex Pistols zijn door de jaren heen honderden verschillende versies en persingen in verschillende landen uitgegeven. De eerste versies van het album verschenen in 1977 op 28 oktober in het Verenigd Koninkrijk en op 11 november in de Verenigde Staten. De Britse versies bevatten elf en twaalf nummers en de Amerikaanse versie bevat twaalf nummers. Voor de albumversies met twaalf nummers geldt dat het nummer "Submission" erop te horen is. Alle drie de versies verschillen qua nummervolgorde van elkaar. De meeste persingen buiten het VK en de VS zijn gelijk aan één van deze drie versies.

### Heruitgaven
Noemenswaardige heruitgaven omvatten Spunk/This is Crap, een dubbelalbum waar eveneens het album Spunk bijgevoegd is. Dit verzamelalbum werd in 1996 door Virgin Records uitgegeven als dubbel-cd. Spunk is een bootlegalbum waar oudere versies van de meeste liedjes op Never Mind the Bollocks, Here's the Sex Pistols op te horen zijn. Dit zijn demo's die de band in 1976 en januari 1977 had opgenomen.
Ter ere van het 30-jarige jubileum van het album werd door Virgin Records op 29 oktober 2007 een speciale editie van het album uitgebracht in elpeeformaat van 180 gram. Deze versie bevat naast de elpee een poster en een 7-inch-single van "Submission", zoals het album oorspronkelijk was uitgebracht op 28 oktober 1977. Het label bracht ook de vier bijhorende singles van de band opnieuw uit, namelijk "Anarchy in the UK", "God Save the Queen", "Pretty Vacant" en "Holidays in the Sun". In de Verenigde Staten en Canada werd deze jubileumeditie verzorgd door Warner Records.
Een omvangrijke heruitgave in de vorm van een boxset bestaande uit drie cd's werd uitgegeven op 24 september 2012, ter ere van het 35-jarige jubileum. Dit album werd in Europa en Japan uitgegeven door Universal Records, dat de rechten van het album in handen had gekregen na het overnemen van Virgin Records. Op de eerste cd staat het originele album, dat voor het eerst digitaal werd geremasterd met de originele mastertapes. De geluidskwaliteit van deze versie is dus een verbetering ten opzichte van alle voorgaande heruitgaven. Dit remasteringsproces stond onder toezicht van de originele producent, Chris Thomas. De andere cd's bevatten ander materiaal, inclusief demoversies van Never Mind the Bollocks, Here's the Sex Pistols. De geremasterde versie van het album werd ook apart uitgegeven. Verder bevat de boxset onder andere een boek, dvd met interviews en een poster. Een meer uitgebreide heruitgave van deze boxset volgde in 2017, ter ere van het 40-jarige jubileum.
In 2015 werd het album nog een keer heruitgegeven, ter ere van Record Store Day dat jaar. Het werd uitgegeven als picturedisc en behaalde toen de zevende plek in de Britse Top 40 Vinyl Album Chart.

## Rechtszaak
Het album zou oorspronkelijk de titel God Save Sex Pistols krijgen. In plaats van een foto van de groep, bestond het hoesconcept van Jamie Reid uit enkel een rood en geel gekleurde achtergrond met de titel in ruw afgewerkte en met asymmetrische lettervormen op het album. De Amerikaanse versie daarentegen was roze was met een groen bandlogo. De titel van het album veranderde halverwege 1977, naar aanleiding van Steve Jones. Jones had de zin "Never mind the bollocks" opgepikt van twee fans, hetgeen door Johnny Rotten werd uitgelegd als een proletarische uitdrukking die zoveel betekent als "stop met onzin uitkramen". De provocerende en beledigende aard van de titel zorgde in het Verenigd Koninkrijk voor veel controversie: bollocks is in het Brits-Engels een vulgair woord.
De Londense politie bezocht de Virgin-platenwinkels in de stad en vertelde hen dat ze vervolgd zouden worden wegens onfatsoenlijkheid zoals bepaald door de Indecent Advertisements Act van 1899 als ze de posters met daarop de albumhoes zouden laten hangen. De displays werden grotendeels gecensureerd of weggehaald. Echter, werd op 9 november 1977 een winkelmanager in Nottingham gearresteerd nadat hij de plaat zelf, in plaats van een poster, tentoon had gesteld. Hierop volgde een rechtszaak die de kwestie een politieke en maatschappelijke ondertoon gaf.
De zitting van de rechtszaak vond plaats op 24 november de rechtbank van Nottingham (Nottingham Magistrates' Court). Advocaat John Mortimer presenteerde de zaak als een kwestie van discriminatie door de politie. Tijdens zijn kruisverhoor van de arresterende officier vroeg hij waarom de kranten The Guardian en Evening Standard, die net als de posters naar de titel van het album hadden verwezen, niet op grond van dezelfde wet waren aangeklaagd. Toen de toezichthoudende magistraat hierop informeerde naar zijn manier van ondervragen, verklaarde Mortimer dat er schijnbaar een dubbele standaard in het spel was, en dat bollocks alleen als obsceen werd beschouwd toen het op de hoes van een Sex Pistols-album verscheen, implicerende dat het album zelf, en niet enkel de titel, terechtstond wegens onfatsoenlijkheid. Mortimer bracht een getuige naar voren, de Schotse professor James Kinsley, die verklaarde dat het woord bollocks niet obsceen was. Kinsley noemde als voorbeeld het feit dat de vroegste Engelstalige Bijbelvertalingen het woord bollocks gebruikten om naar testikels te verwijzen; dit werd met de King James Version (1611) gewijzigd naar stones. Rotten overhandigde Geoffrey Robertson, Mortimers collega-advocaat, een briefje met de tekst: "Maak je geen zorgen. Als we de zaak verliezen, hernoemen we het album naar Never Mind the Stones, Here's the Sex Pistols". De rechtszaak eindigde met vrijspraak.

## Nummers
| Eerste kant 1. "Holidays in the Sun" - 3:22 2. "Liar" - 2:41 3. "No Feelings" - 2:53 4. "God Save the Queen" - 3:20 5. "Problems" - 4:11 Tweede kant 1. "Seventeen" - 2:02 2. "Anarchy in the U.K." - 3:32 3. "Bodies" - 3:03 4. "Pretty Vacant" - 3:18 5. "New York" - 3:07 6. "E.M.I." - 3:10 | Eerste kant 1. "Holidays in the Sun" - 3:22 2. "Bodies" - 3:03 3. "No Feelings" - 2:53 4. "Liar" - 2:41 5. "God Save the Queen" - 3:20 6. "Problems" - 4:11 Tweede kant 1. "Seventeen" - 2:02 2. "Anarchy in the U.K." - 3:32 3. "Submission" - 4:12 4. "Pretty Vacant" - 3:18 5. "New York" - 3:07 6. "E.M.I." - 3:10 | Eerste kant 1. "Holidays in the Sun" - 3:22 2. "Bodies" - 3:03 3. "No Feelings" - 2:53 4. "Liar" - 2:41 5. "Problems" - 4:11 6. "God Save the Queen" - 3:20 Tweede kant 1. "Seventeen" - 2:02 2. "Anarchy in the U.K." - 3:32 3. "Submission" - 4:12 4. "Pretty Vacant" - 3:18 5. "New York" - 3:07 6. "E.M.I." - 3:10 |

## Musici
- Johnny Rotten – zang
- Steve Jones – gitaar, basgitaar, achtergrondzang
- Paul Cook – drums
- Glen Matlock – basgitaar ("Anarchy in the UK")
- Sid Vicious – basgitaar ("Bodies" en "God Save the Queen")

## Hitnoteringen
| Jaar | Lijst                    | Positie |
| ---- | ------------------------ | ------- |
| 1977 | UK Albums Chart          | 1       |
| 1977 | Kent Music Report        | 23      |
| 1977 | Nederlandse Album Top 50 | 26      |
| 1978 | Billboard 200            | 106     |
| 2015 | The Top 40 Vinyl Album   | 7       |

## Prijzen
| Land                      | Status       | Aantal keer verkocht |
| ------------------------- | ------------ | -------------------- |
| België (BEA)              | Goud         | 25.000               |
| Italië (FIMI)             | Goud         | 25.000               |
| Nederland (NVPI)          | Goud         | 50.000               |
| Zweden (GLF)              | Goud         | 50.000               |
| Verenigd Koninkrijk (BPI) | Platina (2x) | 600.000              |
| Verenigde Staten (RIAA)   | Platina      | 1.000.000            |